# Nouse, Inkeri
Nouse, Inkeri (Res dig Ingermanland) är Ingermanlands inofficiella nationalsång. Mooses Putro skrev texten och komponerade musiken 1888. En andra vers skrevs av Paavo Räikkönen 1906.